# Pasquale Cascio
Pasquale Cascio (Castelcivita, 29 novembre 1957) è un arcivescovo cattolico italiano, dal 27 ottobre 2012 arcivescovo di Sant'Angelo dei Lombardi-Conza-Nusco-Bisaccia.

## Biografia
Nasce a Castelcivita, in provincia di Salerno e nell'allora diocesi di Diano (Teggiano), il 29 novembre 1957.

### Formazione e ministero sacerdotale
Riceve la formazione per il presbiterato presso il seminario regionale "Pio XI" di Salerno, e poi, come alunno dell'Almo Collegio Capranica di Roma, frequenta i corsi di filosofia e di teologia presso la Pontificia Università Gregoriana. Consegue la licenza in Sacra Scrittura al Pontificio Istituto Biblico.
Il 23 luglio 1983 è ordinato presbitero dal vescovo Umberto Luciano Altomare.
Ricopre i seguenti ruoli:
- docente presso l'Istituto Superiore di Scienze Religiose di Teggiano (1988-2007);
- parroco di San Giovanni Battista in Terranova di Sicignano degli Alburni (1984-2012);
- parroco di San Nicola in Controne (1991-2012);
- vicario foraneo per la zona degli Alburni;
- direttore dell'Ufficio tecnico diocesano;
- membro del Consiglio Presbiterale e del Collegio dei Consultori;
- docente di Sacra Scrittura presso l'Istituto Teologico della Basilicata a Potenza;
- docente di Sacra Scrittura presso il seminario metropolitano "Giovanni Paolo II" a Salerno;
- docente di Lingue Bibliche presso l'Istituto Teologico Salernitano;
- docente di Sacra Scrittura presso l'Istituto Superiore di Scienze Religiose in Vallo della Lucania.

### Ministero episcopale
Il 27 ottobre 2012 papa Benedetto XVI lo nomina arcivescovo di Sant'Angelo dei Lombardi-Conza-Nusco-Bisaccia; succede a Francesco Alfano, precedentemente nominato arcivescovo di Sorrento-Castellammare di Stabia. Il 5 gennaio 2013 riceve l'ordinazione episcopale, nel santuario di San Gerardo Maiella di Materdomini, dal cardinale Crescenzio Sepe, co-consacranti il vescovo Antonio De Luca e l'arcivescovo Francesco Alfano. Il 6 gennaio prende possesso dell'arcidiocesi, nella cattedrale di Sant'Angelo dei Lombardi.
Il 10 ottobre 2023 è eletto vicepresidente della Conferenza episcopale campana.

## Genealogia episcopale
La genealogia episcopale è:
- Cardinale Scipione Rebiba
- Cardinale Giulio Antonio Santori
- Cardinale Girolamo Bernerio, O.P.
- Arcivescovo Galeazzo Sanvitale
- Cardinale Ludovico Ludovisi
- Cardinale Luigi Caetani
- Cardinale Ulderico Carpegna
- Cardinale Paluzzo Paluzzi Altieri degli Albertoni
- Papa Benedetto XIII
- Papa Benedetto XIV
- Papa Clemente XIII
- Cardinale Enrico Benedetto Stuart
- Papa Leone XII
- Cardinale Chiarissimo Falconieri Mellini
- Cardinale Camillo Di Pietro
- Cardinale Mieczysław Halka Ledóchowski
- Cardinale Jan Maurycy Paweł Puzyna de Kosielsko
- Arcivescovo Józef Bilczewski
- Arcivescovo Bolesław Twardowski
- Arcivescovo Eugeniusz Baziak
- Papa Giovanni Paolo II
- Cardinale Crescenzio Sepe
- Arcivescovo Pasquale Cascio